# Cryothérapie corps entier
 (novembre 2018).
Améliorez-le ou discutez des points à vérifier. 
La cryothérapie corps entier est une technique de cryothérapie qui utilise l'application du froid à l'ensemble du corps pour le traitement des maladies.
Bien que la cryothérapie soit largement utilisée, il existe peu de preuves quant à son efficacité qui aient été répliquées ou démontrées dans de grandes études contrôlées,. Ses effets secondaires à long terme n'ont également pas été étudiés,. En dépit de l'effet de mode, cette pratique comporte donc des risques possibles pour les personnes y ayant recours.

## Histoire
La cryothérapie existe depuis l’Antiquité et est notamment attribuée à Hippocrate. Il mentionne son utilisation dans l'une des œuvres de son corpus,
Des Airs, des eaux et des lieux.
Il est surtout fait mention de « psychrolousia », qui désigne l'utilisation du bain froid.
Elle fut surtout vantée par les populations nordiques adeptes des bains hivernaux en eau glacée ou dans la neige. Mais, c’est seulement depuis les années 1970 que l’application de froid par vessie de glace ou spray froid a commencé à intéresser les scientifiques.
Les Japonais ont été les premiers à mettre au point une méthodologie scientifique permettant l’évaluation des résultats obtenus par l’abaissement de la température cutanée ; c’est le docteur Yamauchi qui, voyant les bénéfices de l’application locale du froid met au point la première chambre de cryothérapie en 1978 (un caisson où la température descend à -164 °C). En effet, en appliquant la cryothérapie au corps entier l’objectif est de permettre le traitement des affections articulaires et musculaires notamment. Ce n’est que dans les années 1980 que la cryothérapie appliquée au corps entier se pratique en Europe. En Allemagne, le professeur R. Fricke crée sa propre chambre de cryothérapie en 1982. Les chambres froides de Yamauchi et Fricke diffèrent par la création du froid par azote liquide pour le premier et par trois compressions successives d’un gaz pour le deuxième.
On peut noter que les États-Unis ne s’intéressent à cette technique que tardivement, ce qui a permis ensuite le développement de la cryothérapie corps entier qui est maintenant une technique de plus en plus étudiée.
La cryothérapie consiste en une exposition très brève du sujet, tête comprise ou non, à des températures extrêmement basses. L’objectif du traitement est de créer un choc thermique pour stimuler des réactions physiologiques positives. Il existe plusieurs types d’installation variant par la taille et la température atteinte à l’intérieur.
Il existe deux modes de propagation du froid dans les tissus, la conduction tissulaire locale vers les éléments cutanés et sous tégumentaires et la conduction vasculaire locale puis générale par convection liée au système capillaire et aux gros vaisseaux.
Le sang va amener la baisse de température à distance pour faire baisser la température corporelle globale.

## Effets du froid et régulation thermique

### Niveau cutané
L’application de froid au niveau de la peau va provoquer plusieurs réactions :
- La convection extracorporelle, c’est l’échange d’énergie thermique entre l’air et la peau ou un autre fluide et la peau.
- La convection intracorporelle, c’est l’échange d’énergie thermique entre le sang et les tissus. En effet, la circulation du sang permet le refroidissement de la totalité de la température corporelle à cause de sa circulation rapide dans tout le corps[7].

L’abaissement important de la température corporelle engendre un choc thermique plus ou moins important, les récepteurs transmettent l’information et activent notamment le complexe hypothalamo-hypophysaire. En cryothérapie corps entier par exemple le choc thermique peut faire passer la température cutanée de 32 °C à 12 °C (jamais en dessous de 7 °C car il y des risques de lésions nerveuses) et faire baisser pour une chambre froide à -110 °C la température interne du corps de -0,63 °C,.

### Niveau physiologique

#### Système vasculaire
L’exposition au froid augmente l’activité du système nerveux sympathique qui va libérer de la noradrénaline (hormone de stress) dans le sang. La noradrénaline va donc provoquer l’augmentation de la pression artérielle et une vasoconstriction périphérique, c’est un réflexe du corps qui permet de protéger de la diminution trop grande de la température corporelle.
Au bout d’un certain temps le corps va aussi répondre par la réaction de Hunting (en) qui consiste en une succession de vasodilatation et vasoconstriction en dessous d’une température de la peau de 15 °C.

#### Effets sur l'inflammation
Dans plusieurs études les effets de la cryothérapie sur l’inflammation sont décrits. Par exemple, une étude sur une équipe professionnelle de rugby a mis en évidence la diminution des cytokines pro-inflammatoires et des prostaglandines E2 (PGE2) ainsi que l’augmentation des cytokines anti-inflammatoires. Cela empêche la formation d’œdèmes et augmente la récupération musculaire.
Une étude de la littérature en 2017 déduit que:
- La cryothérapie corps entier (CCE) induit des effets anti-inflammatoires.
- Les résultats concernant l'effet sur l'IL-6 ne sont pas toujours concordants, probablement en raison des différences entre les protocoles expérimentaux appliqués. En résumé, une seule session de cryothérapie corps entier augmente la concentration en IL-6, tandis que plusieurs sessions la rétablissent à leur niveau de référence. En ce sens, la CCE semble avoir le même impact que celui induit par l'exercice.
- Plus systématiquement, les cryothérapies corps entier stimulent la réponse anti-inflammatoire (diminution de l'IL-1β et augmentation de l'IL-10, IL-1Ra).
- La capacité physique influe sur la réponse inflammatoire à la cryothérapie corps entier chez les non-athlètes.

Ils en concluent que des investigations devraient viser à déterminer si une réduction de l'inflammation a un effet bénéfique sur les performances des athlètes s'ils combinent entraînement et cryothérapie corps entier.

#### Fonction respiratoire
La réaction du système sympathique au froid est à l’origine d’une légère bronchodilatation. Les résultats d’une étude menée par Bandopadhyay et Selvamurthy en Arctique ont mis en évidence que le volume expiré maximal par seconde (VEMS) diminuait dans les premiers jours mais revenait à son volume initial après quelques semaines. D’autres études concordent à dire que la cryothérapie corps entier en particulier a un effet de diminution du VEMS qui s’estompe 30 minutes en moyenne après la séance. Ainsi, l’utilisation des chambres de cryothérapie pour les personnes atteintes d’insuffisances respiratoires doit être faite avec précautions.

#### Système immunitaire
De manière empirique les populations nordiques nageaient régulièrement en eau froide dans le but de renforcer leurs défenses immunitaires. Aujourd’hui, certaines études ont mis en évidence l’augmentation significative de marqueurs de l’immunité comme les lymphocytes CD25 et les monocytes CD14 par exemple avec Jansky et al. qui ont observé cet effet après plusieurs immersions dans une eau à 14 °C trois fois par semaine. Ces résultats ont été renforcés par des études ultérieures. On peut en conclure que la nage en eau froide permet de préparer dans une certaine mesure la réponse inflammatoire du système immunitaire,.

### Niveau neurologique
L’une des premières applications du froid sur le système nerveux est la diminution de la douleur. En effet dans un premier temps le froid diminue la vitesse de transmission des influx nerveux et donc diminue la douleur. De plus, lorsque tout le corps est exposé à un froid intense, on peut voir le phénomène de « gate control », qui consiste à noyer le cerveau d’informations n’utilisant pas les fibres nerveuses spécialisées pour la douleur et étant plus rapidement intégrées dans le but de freiner les informations sur la douleur et ainsi provoquer un effet antalgique.
On peut aussi trouver des études sur d’autres applications du froid au système nerveux central. Effectivement, une étude menée par Rymaszewska et al. a eu comme conclusion que la cryothérapie corps entier permettait de traiter certains symptômes de la dépression en améliorant la sommeil, la relaxation ou encore l’endormissement. Le froid intense activerait la thermorégulation sur l’axe hypothalamo-hypophysaire et le système opioïde endogène qui sont souvent déréglés dans les syndromes dépressifs.
La cryothérapie est aussi utilisée dans le traitement de la spasticité pour ses effets de baisse de la sensibilité des fuseaux neuromusculaires par la diminution de l’acidité intracellulaire et de l’ischémie ainsi que la baisse du flux de calcium dans la cellule.

### Niveau musculaire
On peut noter que tous les sportifs s’accordent à dire qu’ils ressentent plus de facilité et moins de souffrance pour faire leurs exercices après une séance de cryothérapie. Cependant, les études actuelles ne permettent pas de prouver un effet assez important de la cryothérapie sur le muscle.
A contrario, la cryothérapie a bien un effet sur le stress oxydatif qui est mis en évidence par l’équilibre entre oxydants et antioxydants. Le surentraînement provoque un déséquilibre des proportions entre oxydants et antioxydants, plusieurs études montrent une diminution de la production des éléments responsables de l’oxydation des tissus lors d’un entrainement effectué après une séance de cryothérapie,.
Le froid intense avant une séance de sport diminue aussi la production d’enzymes lysosomales (destructrices des tissus après l’effort physique) ce qui permet aux tissus d’être moins lésés et favorise donc en théorie une meilleure récupération.

## Aspects pratiques de la CCE (cryothérapie corps entier)

### Les différents types de matériels pour la CCE

#### La chambre cryogénique

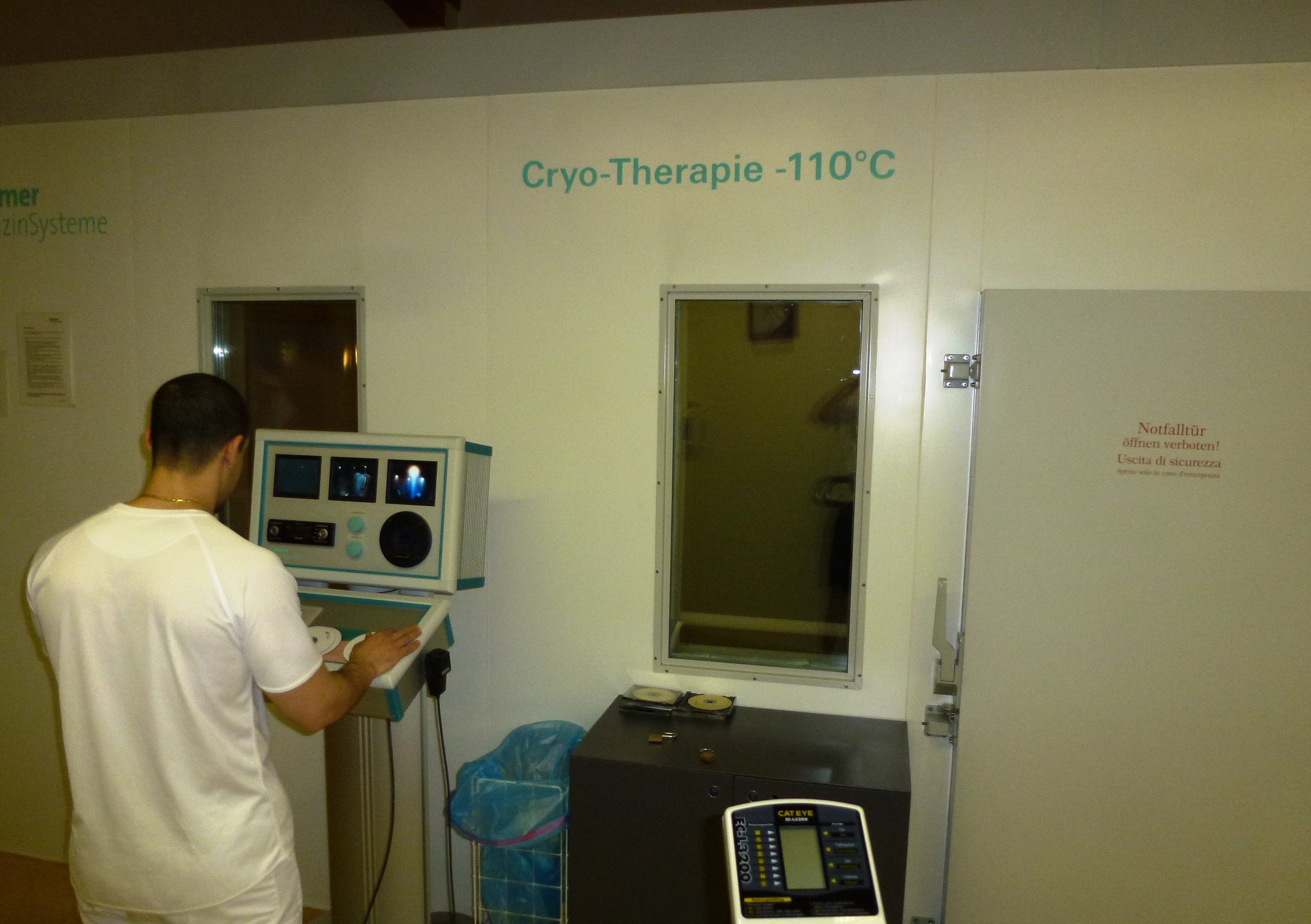
Chambre cryogénique

Une chambre cryogénique est constituée au moins de deux pièces avec une chambre préliminaire et une chambre principale. Dans la première, la température est en général d’environ -60 °C. Dans la chambre principale, la température est encore plus basse car elle est généralement maintenue entre -120 °C et -140 °C. Ce type d’installation peut contenir une troisième pièce. Il s’agit en fait d’un sas supplémentaire situé avant la chambre préliminaire avec une température qui est fixé environ à -10 °C. Les effets se font ressentir pendant 6 à 8 heures.

#### La cabine cryogénique
La cabine cryogénique est une cabine individuelle où la température est comprise entre -120 °C et -140 °C. Le sol de la cabine est amovible ce qui permet de l’adapter à la taille du sujet et donc de l’immerger seulement jusqu’au cou et de laisser la tête en dehors de la cabine. De cette manière, il va respirer l’air ambiant et n’aura donc pas besoin de porter de masque qui protègerait le nez et la bouche contrairement à la chambre cryogénique. Ce type de matériel est plus économique, plus facilement transportable et la communication entre le sujet et le thérapeute est beaucoup plus aisée puisque le thérapeute peut rester juste à côté du patient.
Le principe de la CCE veut que l’environnement soit totalement sec à l’intérieur de la pièce notamment pour permettre à l’organisme de résister à de telles variations de température sans provoquer d’hypothermie ou tout autre traumatisme lié au froid. La CCE vise à créer un choc thermique, c’est-à-dire à abaisser la température cutanée au maximum et en un minimum de temps.
La température cutanée doit passer de 32 °C à 12 °C minimum mais sans passer sous les 7 °C car au-delà, il y a un risque de lésions nerveuses. Il a été démontré qu’un tel choc thermique stimule des réactions positives de l’organisme.
Les récepteurs cutanés envoient l’information à l’hypothalamus. Lui-même la transmet à l’aire somesthésique du cortex, lequel active une réponse neurovégétative, régulant l’homéostasie par une action à la fois mécanique et enzymatique.

#### Les bains en immersion froide
Très répandue chez les sportifs (comme les rugbymen), cette technique consiste à immerger dans une eau dont la température est inférieure à 15 °C une partie du corps ou sa totalité. On peut par exemple prendre l’image des sportifs plongeant dans des poubelles pleines de glaçons après un match. Cette technique combine les effets de la cryothérapie et ceux de la pression hydrostatique. De plus, par la position verticale du sujet, la pression hydrostatique s’effectuant est plus grande en bas et plus petite en haut permettant un gradient de pression dans le sens du retour veineux.

#### Les habits réfrigérants
Les gilets refroidissant permettent de réduire artificiellement la température corporelle avant ou après un exercice physique. Il est composé de plusieurs poches (8 en général) dans lesquelles on place des compresses de froid sortant du congélateur. Le froid peut être mis dans certaines poches seulement pouvant ainsi répartir le froid selon les besoins du patient.

### La mise en œuvre, le déroulement d'une séance

#### Avant la séance
Le patient doit se présenter avec la peau sèche à la séance. Il devra donc cesser toute activité sportive au moins 30 minutes avant la séance afin de ne pas transpirer et ne prendra pas de bain ou de douche. Tous les vêtements humides devront également être changés et l’état de la peau du patient sera vérifié par le thérapeute chargé de la séance ; il vérifiera également l’absence d’éléments mécaniques et de plaies récentes. En raison du risque de brûlure par le froid, le praticien habillera de façon systématique le patient afin de protéger ses extrémités et ses muqueuses. Le patient portera donc un bonnet, un protèges-oreilles, des gants, des chaussettes, un masque et des tissus collant sur les zones sensibles (comme les cicatrices et les brûlures). Le patient devra sinon être sinon simplement en sous-vêtements ou en en maillot de bain.

#### Pendant la séance
Afin de limiter les écarts brutaux de température et pour isoler le dernier compartiment qui est à -110 °C, le patient passe d’abord par des chambres à -10 °C et -60 °C. Il est nécessaire qu’il se déplace en permanence pendant la séance avec des mouvements lents mais réguliers et une respiration calme. Il est filmé par une caméra dans chaque pièce ce qui permet une surveillance continue durant toute la séance. Le thérapeute va régulièrement vérifier ses sensations.
La durée d’une séance dépend de la tolérance du sujet mais la durée thérapeutique se situe autour de deux minutes.

#### Après la séance
Après la séance, le patient va se couvrir et s’allonger dans une pièce au calme pour trente minutes. À la suite de cela, il peut reprendre une activité sportive s’il le désire ou en tout cas reprendre ses activités de manière normale.

### Grandes indications de la CCE
Sa principale utilisation est la lutte contre la douleur, c’est un puissant analgésique auquel on peut associer un traitement antidouleur médicamenteux. Elle lutte également contre l’inflammation en réduisant la réponse inflammatoire. Sa troisième utilisation est de lutter contre l’œdème et les contractures avec un effet antispasmodique,.

#### En rhumatologie
On va avoir des effets analgésiques sur l’arthrose et les tendinites et un effet anti-inflammatoire particulièrement en phase de poussée aiguë. Il est très utilisé en début de crise en rhumatologie car le froid va baisser la sensation de douleur.

#### En neurologie
Le froid est surtout antalgique et antispasmodique dans la neurologie.

#### Indications dans le cas particulier des traumatismes chez le sportif
En traumatologie et pathologie du sport, la CCE va surtout avoir des effets antalgiques et anti-inflammatoires particulièrement en phase aiguë après le traumatisme c’est-à-dire dans les 48 heures suivant l’événement environ. Le froid lutte également contre l’œdème, il est antispasmodique. La récupération chez le sportif se fait le plus souvent en chambre froide à -170 °C pendant quelques minutes. Le froid va également avoir un effet sur les douleurs musculo-squelettiques, sur les courbatures et va avoir des effets sur la récupération avec même un gain de force chez certains sportifs. Au bord des terrains de sport en traumatologie, le froid est très utilisé. En général le froid permet aussi une amélioration de la rééducation du sportif blessé.

#### Les indications principales de la CCE
Elle est principalement utilisée pour soulager les douleurs des maladies dégénératives et inflammatoires de l’appareil locomoteur (spondyloarthrite, polyarthrite rhumatoïde, arthrose ou encore rhumatismes inflammatoires). Il est également utilisé dans les scléroses en plaques et pour les tensions musculaires élevées, sur les fibromyalgies, les algodystrophies, les neurodermites, le psoriasis vulgaris et les arthropathies.
Elle a aussi des actions sur les migraines et les maux de tête chroniques, les troubles du sommeil, les syndromes dépressifs, les douleurs articulaires, la stimulation immunitaire, la préparation du sportif et la récupération,.

### Contre-indications de la CCE

#### Contre-indications absolues
Pour la CCE, il existe des contre-indications absolues comme les troubles cardio-vasculaires instables avec l’hypertension artérielle non contrôlée, l’insuffisance cardiaque et les maladies de fluidité du sang, l’insuffisance coronarienne, l’angine de poitrine et les pacemakers. Les insuffisances respiratoires aigües ou chroniques, les insuffisances circulatoires (comme les artériopathies de stade III et IV, les thromboses veineuses profondes, les syndromes de Raynaud) sont également des motifs d’interdiction à la CCE. Les infarctus de moins de 6 mois sont également contre-indiqués tout comme les coliques néphrétiques, les anémies profondes, l’allergie au froid bien sûr et en général les syndromes infectieux.
Il faut également savoir que la prise d’alcool et de stupéfiants est une contre-indication absolue de la cryothérapie.

#### Contre-indications relatives
Il existe en plus des contre-indications absolues, des contre-indications relatives à prendre en compte. Parmi elles, on retrouve, les troubles du rythme cardiaque, les insuffisances et les rétrécissements valvulaires, les artériopathies (de stade I et II), les cardiopathies ischémiques, les syndromes de Raynaud, les polyneuropathies. On peut également ajouter les grossesses de plus de 4 mois et évidemment la claustrophobie.